# Calyptra dubiosa
Calyptra dubiosa là một loài bướm đêm trong họ Noctuidae.